# Logor Manjača
Logor Manjača je bio koncentracijski logor na planini Manjača u blizini Banje Luke kojeg su od 1991. do 1992. (a ponovno djelomično i u 1995.) vodile vojne snage Republike Srpske kako bi držale zatvorenike, hrvatske civile i vojnike tijekom Domovinskog rata i bošnjačke civile i vojnike tijekom rata u Bosni i Hercegovini.
Logor je zatvoren krajem 1992. zbog međunarodnog pritiska, ali je opet na neko vrijeme otvoren u listopadu 1995. Procjenjuje se da je između 3,000 i 8,000 ljudi prošlo kroz logor. Broj ubijenih je nepoznat: Međunarodni sud za ratne zločine počinjene na području bivše Jugoslavije navodi da je neosporno utvrđeno da je barem 10 osoba ubijeno na toj lokaciji. Druge procjene sežu i do 50. Međunarodni sud pravde navodi da je u blizini logora pronađena masovna grobnica s 540 leševa, koji su "vjerojatno iz Manjače".

## Logor
Logor Manjača je osnovala JNA tijekom Domovinskog rata 1991. kako bi zatvorila stotine hrvatskih ratnih zarobljenika. Kada je nakon toga 1992. započeo i rat u Bosni, bošnjački zatvorenici su ubrzo svojim brojem nadmašili hrvatske.

### Opis lokacije
Međunarodni odbor Crvenog križa objavio je da bilo 3,737 zatvorenika u logoru Prema izvještajima, logor se sastojao od jednog odjeljenja nekadašnje stočarske farme koja je bila okružena ogradom visokom dva do tri metra. Površina logora bila je otprilike 240 puta 260 metara, a sama lokacija bila je također podijeljena na dva dijela. U njoj, nalazile su se tri zatvoreničke zgrade, zapravo nekadašnje staje za krave koje nisu imale grijanje. Zarobljenici su zauzimali prostor od oko 2 metra puta 70 cm, skupljeni u šest dugih redova od otprilike 80 osoba po redu. Između redova bilo je šetalište a ukupni kapacitet bio je otprilike 500 osoba po staji. Zatvorenici su spavali na betonskom podu.
Bivši logoraši opisali su da su staje imale dva izlaza koja su čuvali vojnici sa psima. Nagazne mine su postavljene između dvije ograde koje su okruživale logor i dijelile ga na dva odjela. Barem jedan zarobljenik je poginuo od eksplozije mine kada se previše približio pojasu ograde. Dva štaglja su korištena kao kuhinje.
Jedna građevina u logoru se koristila kao samica. Nalazila se 50-ak metara od štale. Zgrade izvan logora uljučivale su ured liječnika, zgradu za ispitavanje od srpske policije, tri zgrade za prebivanje stražara, kontrolnu točku za ulaz u logor, bunkere, nadzorni toranj od 10 metara te skladište za hranu. Broj zarobljenika se udvostručio u kolovozu 1992. nakon što su mnogi prebačeni iz prenapučenog logora Omarska koji je zatvoren zbog međunarodnog pritiska.

### Zatvorenici i stražari
Zatvorenici su imali između 18 i 60 godina. Prema procjenama, 80 % su bili Bošnjaci a 20 % Hrvati. Međutim, prema izvještajima, u logoru su neko vrijeme bili zatočeni i neki Srbi koji su odbijali ići na ratnu frontu. Svaki od tih srpskih muškaraca bio je stariji od 45 godina. Spavali su u odvojenim prostorijama, ali su jeli istu hranu kao i ostali zatvorenici.
Stražari su nosili uniforme JNA, dok su neki nosili četničke kape ili oznake paravojne postrojbe „Beli orlovi“. Otprilike 50-ak vojnike je čuvalo logor a bili su naoružani automatskim puškama, pištoljima i palicama. Svakih nekoliko tjedana, stražari bi se zamijenili novima.
Uvjeti su općenito bili slabi: vladala je pothranjenost i loša higijenska briga za zatvorenike.
Jedan od preživjelih logoraša, svjedočio je kako je bio deportiran u „Betonirku“ pa potom u Manjaču, te o zločinima u logoru pred Tužiteljstvom BiH:
“U kamionu je bilo oko 60 ljudi. Nismo imali ni zraka, ni vode, niti smo imali prostora stajati. Kamion je bio pokriven ceradom, a napolju je bila jako visoka temperatura. Jedan čovjek je u trenutku povikao nekoliko puta Alah, i onda je utihnuo. U tom trenutku nismo znali o čemu se radi. Kasnije smo shvatili da su to bile posljednje riječi koje je taj čovjek izgovorio…Kada sam došao u „Betonirku“ bio sam preneražen. Zamislite, u garaži za jedno vozilo bilo je smješteno 40-ak ljudi. Bila je ogromna vrućina. Svakodnevno su nas tukli…Jedan me je cijelo vrijeme udarao čizmama. Natjerali su me da radim sklekove i kada bi se dizao dobijao bi udarce. Ako bi pao od nemoći, nastavili bi me udarati. Povremeno sam gubio svijest…Kada sam sišao sa šlepera u dvorište logora Manjača ugledao sam kamion u kojem su se ljudi zbog velike vrućine ugušili. Bio je to grozan prizor.“
John Zerolis, član OESS-a, istražio je logor te izjavio da su 95 % logoraša bili civili jer nisu nosili uniforme te su mu rekli da su uhićeni u svojim domovima jer nisu bili srpske nacionalnosti.

### Premještanja zatvorenika
Većina logoraša je kamionima deportirana u logor iz Prijedora, Sanskog Mosta, Doboja i Kozarca. Jedan bivši zatvorenik je izjavio da je zajedno sa 120 muškaraca odvezen iz sela Kamičak u Ključ, gdje su ih tukli u nekoj sportskoj dvorani. Potom su morali pješačiti 25 km do Manjače uz nadzor vojnika. Pri ulasku u logor, srpski vojnici su ih tukli jednog za drugim kada su prolazili. Prema njegovim navodima, 27. lipnja 1992. je preko 100 novih zatvorenika skinuto te su ih vojnici potom ispred staje tukli pet sati.
U kolovozu, jedan bivši logoraš je naveo da je prilikom premještanja zajedno s ostalih stotinjak logoraša iz Omarske u Manjaču, morao prenoćiti u autobusu. Tri zarobljenika su čuvari pozvali napolje te im naredili da kleknu. Nakon toga su im prelezali grkljane. Tada se pojavio zapovjednik logora i zaustavio daljnja ubojstva. Drugi svjedok također je opisao sličnu situaciju: stotinjak zarobljenika je prenoćilo u atuobusu. Tijekom noći, 15 muškaraca je pozvano van gdje su ih vojnici ubili bajunetama. Tog jutra, crnogorski zapovjednik logora zaustavio je dalnja ubojstva.
Pojedini bivši zatvorenici navode da nisu dobili vodu ni 26 sati nakon premještanja u Manjaču, a hranu ni nakon 40 sati. Svaki zatvorenik koji je imao bilo što vrijedno sa sobom je opljačkan od vojnika. U logoru su mučeni i maltretirani.
Mnogi zatvorenici su morali obavljati prisilni rad 6-8 sati dnevno, šest dana u tjednu. Neki su radili u šumi u blizini logora, pod nadzorom vojnika i pasa. Prema iskazima, 34 zatvorenika je dobilo naredbe odsjeći 40 kubičnih metara drveta dnevno a da je svako od njih dobio samo pola kilograma kruha dnevno. Također su novi zatvorenici morali čistiti izmet u logoru i kopati rovove ili stavljati bodljikavu žicu.

### Posjete međunarodnih organizacija
Međunarodni odbor Crvenog križa imao je pristup logoru, izuzev u razdoblju između 18. i 26. kolovoza 1992. Nakon prvog posjeta te organizacije u srpnju, stanje se u logoru poboljšalo jer su logoraši dobivali više hrane i manje batina, a također im je nabavljena zimska odjeća u studenom. Međutim, jedan bivši zatvorenik je izjavio da su im stražari naredili da ništa ne govore loše o stanju u logoru ili će biti svi kažnjeni. Neki su logoraši ipak govorili o premlaćivanju, usprkos tome što su dva srpska vojnika uvijek pratila članove Crvenog križa.
Crveni križ uspio je 14. studenog 1992. premjestiti 755 zatvorenika u izbjeglički centar u Karlovcu. 14. prosinca još 1,009 logoraša je evakuirano u Karolvac. Dva dana kasnije, naknadno je premješteno još 1,001 zarobljenik te dva dana nakon toga preostalih 426 logoraša, čime je logor ispražnjen i zatvoren 18. prosinca 1992.

## Suđenja
26. veljače 2007. Međunarodni sud donio je presudu u kojoj između ostaloga stoji:
“Nakon pažljivo pregledanih dokaza, i uzimajući u obzir ono što je predstavljeno Međunarodnom sudu za ratne zločine počinjene na području bivše Jugoslavije, sud je zaključio da je uz pomoć odlučujućih dokaza utvrđeno da su članovi zaštićene skupine bili žrtve sistematskog masovnog maltretiranja, prebijanja, silovanja i mučenja što je uzrokovalo ozbiljnu tjelesnu i duhovnu povredu tijekom sukoba, osobito u zatvoreničkim logorima…Međutim, sud je na temelju dokaza zaključio da nije odlučujuće utvrđeno da su ta zlodjela, iako se mogu opisati kao ratni zločini i zločini protiv čovječnosti, napravljena sa sprecifičnom namjerom (dolus specialis) uništenja zaštićene skupine, u cijelosti ili djelomično, što je potrebno za nalaz da je počinjen genocid.“
Milomir Stakić optužen je pred Međunarodnim sudom za ratne zločine počinjene na području bivše Jugoslavije za progon, istrebljenje i deportaciju tisuće Bošnjaka i Hrvata u zatvoreničke logore u regiji Prijedora te je osuđen na doživotnu kaznu, koja je pak na podnesenu žalbu smanjena na kaznu od 40 godina zatvora. Radoslav Brđanin osuđen je na 32 godine zatvora.
Nikola Kovačević uhićen je i izveden na suđenje Tužiteljstva BiH zbog optužbe da je odvodio civile u logor Manjača. Proglašen je krivim i osuđen na 12 godina zatvora 2006. Mirko Graorac uhićen je 1995. i optužen da je bio stražar u Manjači te da je premlaćivao zarobljenike. Proglašen je krivim na Županijskom sudu u Splitu i osuđen na 20 godina zatvora, što je pak smanjeno na 15 nakon podignute žalbe. Međutim, postoje sumnje da je cijeli proces imao niz ozbiljnih propusta te da Graorac nije nikad ni bio u Manjači.  Čak i nakon odležane kazne, Graorac je nastavio zahtjev za revizijom sudskog postupka kako bi dokazao da je nedužan.